# خورخي كاماتشو
خورخي كاماتشو (بالإسبانية: Jorge Camacho Cordón)‏ (و. 1966  م) هو كاتب، ومترجم، وناشط إسبرانتو، وبروفيسور، وEsperantologist ‏ إسباني، ولد في صفراء، بطليوس.

## جوائز
حصل على جوائز منها:
- Fine Arts Competitions of UEA  [لغات أخرى]‏.